# Orazi e Curiazi (film 1961)
Orazi e Curiazi è un film italiano del 1961 diretto da Ferdinando Baldi e Terence Young.

## Trama
Roma antica. La guerra tra Romani e Albani continua incessante, con innumerevoli perdite di vite e sempre meno risorse per combatterla da ambo le parti. Orazio, figlio maggiore della famiglia degli Orazi, in un tentativo di rovesciare le sorti di un agguato viene ferito e catturato dagli Albani, mentre a Roma credono che sia morto scappando e abbandonando i suoi uomini.
Nel mentre, convinto dalla disperazione del suo popolo, Tullio Ostilio cerca una pace duratura con Mezio, re di Alba, ma i due non riescono a trovare un accordo soddisfacente finanché i due grandi sacerdoti propongono di interrogare gli Dei.
A porre fine alla lunga e sanguinosa guerra tra i Romani e gli Albani, sarà un duello a cui parteciperanno gli Orazi e i Curiazi, tre fratelli di Roma contro tre fratelli di Alba.
Gli Albani gioiscono, mentre a Roma sono preoccupati, Orazio é morto. E quando miracolosamente ritorna, venendo accusato di tradimento, decide di abbandonare Roma al suo destino, oltre alla moglie Marzia, figlia di Tullio Ostilio, che nel frattempo era stata costretta a risposarsi con il fratello di Orazio.
I sentimenti contrastanti dei protagonisti culminano nel duello finale, che vedrà Roma vittoriosa e gli Albani sottomettersi per una pace pagata a caro prezzo.

## Produzione
Il film è stato girato nei Centralni Filmski Studio Kosutnjak di Belgrado, Serbia.

## Critica
(Leo Pestelli su La Stampa del 6 dicembre 1961)

## Date di uscita
| Nazione        | Data            |
| -------------- | --------------- |
| Italia         | 19 ottobre 1961 |
| Germania Ovest | 17 gennaio 1964 |
| Austria        | maggio 1964     |
| Francia        | 22 luglio 1964  |
| USA            | agosto 1964     |
| Regno Unito    | 1965            |
| Argentina      | 1º gennaio 1966 |

## Titoli alternativi
| Titolo                      | Nazione                                   |
| --------------------------- | ----------------------------------------- |
| Die verlorene Legion        | Austria e Germania Ovest                  |
| Duel of Champions           | USA                                       |
| Duelo de Gladiadores        | Portogallo                                |
| Gigantes monomahoi          | Grecia (riedizione)                       |
| Horatio                     | Regno Unito                               |
| La espada del vencedor      | Spagna                                    |
| Les Horaces et les Curiaces | Francia                                   |
| Oi legeones ton ekdikiton   | Grecia (titolo traslitterato ISO-LATIN-1) |
| Orjaci i kurjaci            | Serbia                                    |